# Elzenweerschijnzwam
De elzenweerschijnzwam (Mensularia radiata) is een schimmel behorend tot de familie Hymenochaetaceae. Hij leeft op stammen, stronken en takken van loofbomen (vooral op els en berk). De schimmel veroorzaakt witrot in het kern- en spinthout van stam en takken. Bij een gevorderde aantasting ontstaat een verhoogd risico op stam- of takbreuk. De boom zal uiteindelijk afsterven.

## Kenmerken
Het vruchtlichaam is eenjarig en groeit meestal dakpansgewijs of consolevormig. Hij heeft een breedte van 2-8 cm, hoogte van 2-6 cm en een dikte van 1-2 cm. De hoed is  kaneelbruin tot oranjeroodbruin van kleur en is voorzien van een geelwitte rand. Het oppervlak is in het begin fluwelig, maar wordt later radiair gerimpeld en is voorzien van een golvende rand. De buisjes lopen af. De poriën zijn vrij grof, rond tot hoekig, lichtgrijs tot iets gelig. Jonge zwammen scheiden vaak dikke druppels af (guttatie). De sporenkleur is gelig. Het vlees krijgt met kaliumhydroxide een zwarte kleur.

## Verspreiding
De elzenweerschijnzwam komt in Nederland zeer algemeen voor. 

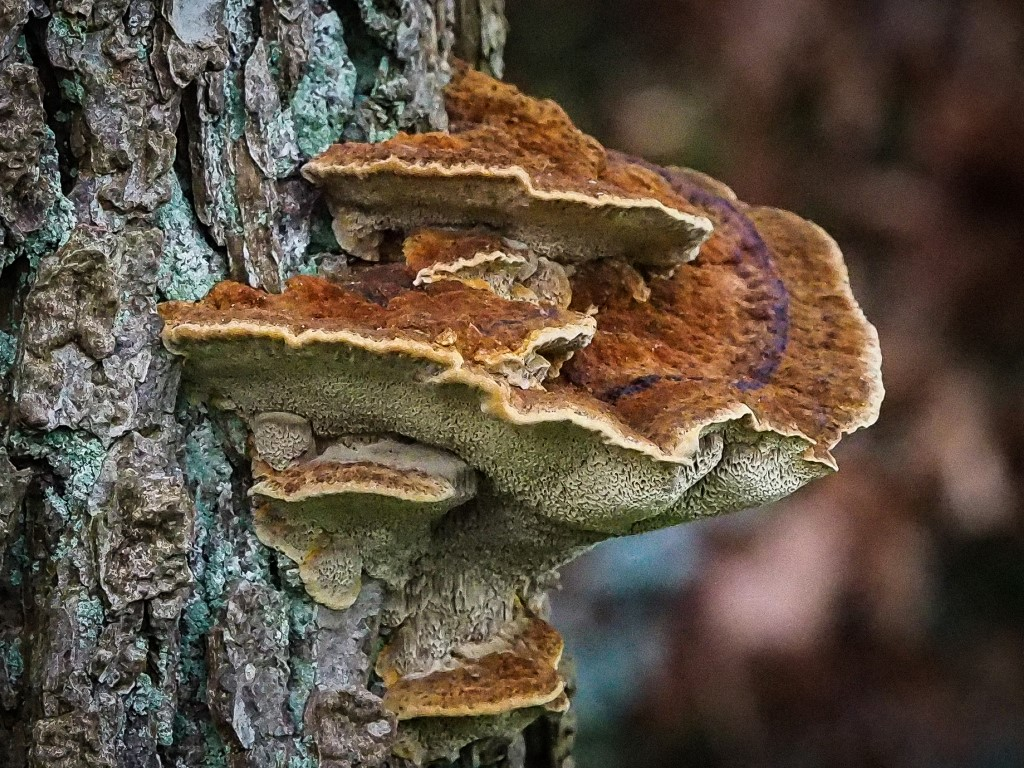
Inonotus radiatus

## Foto's

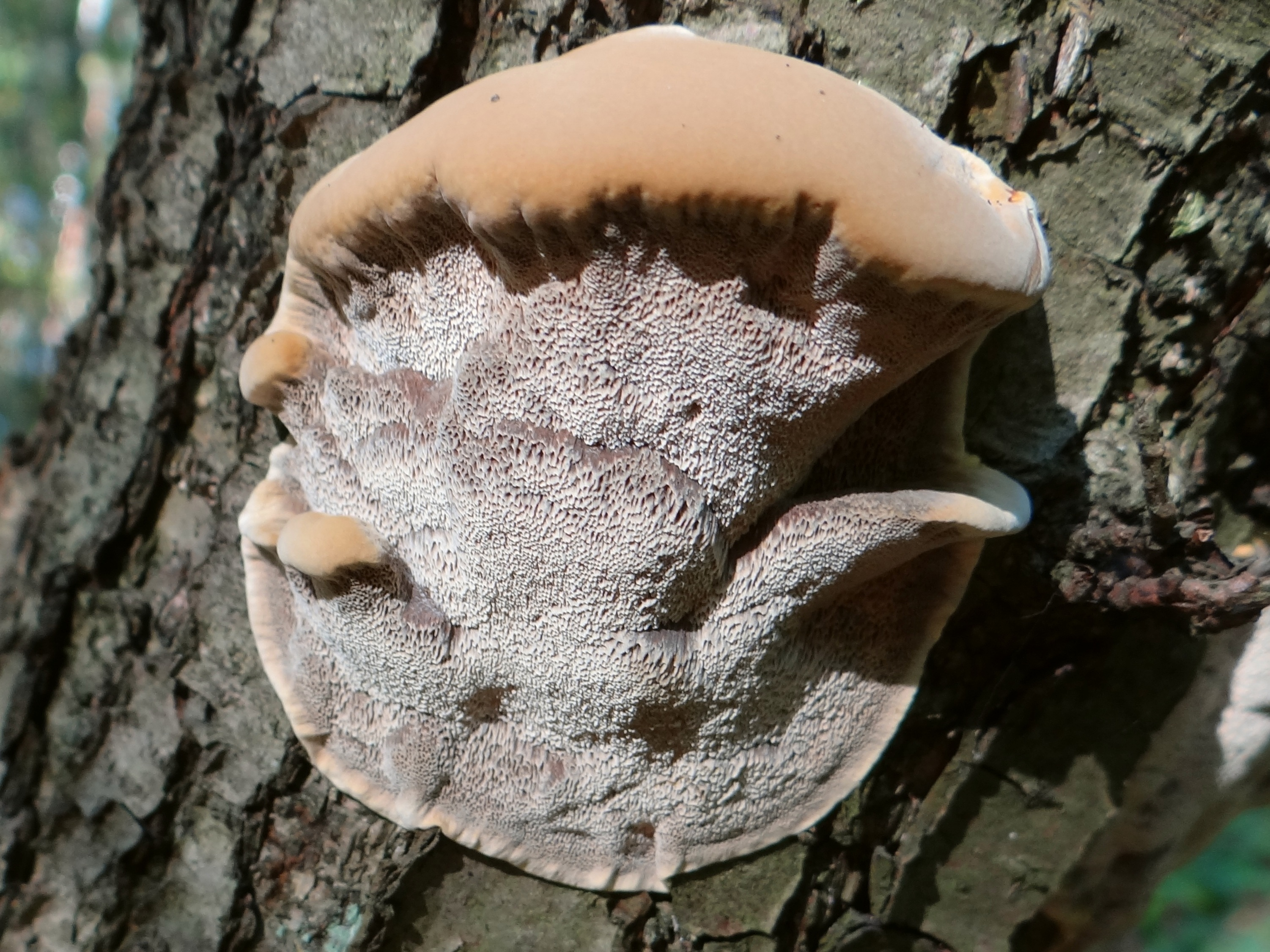
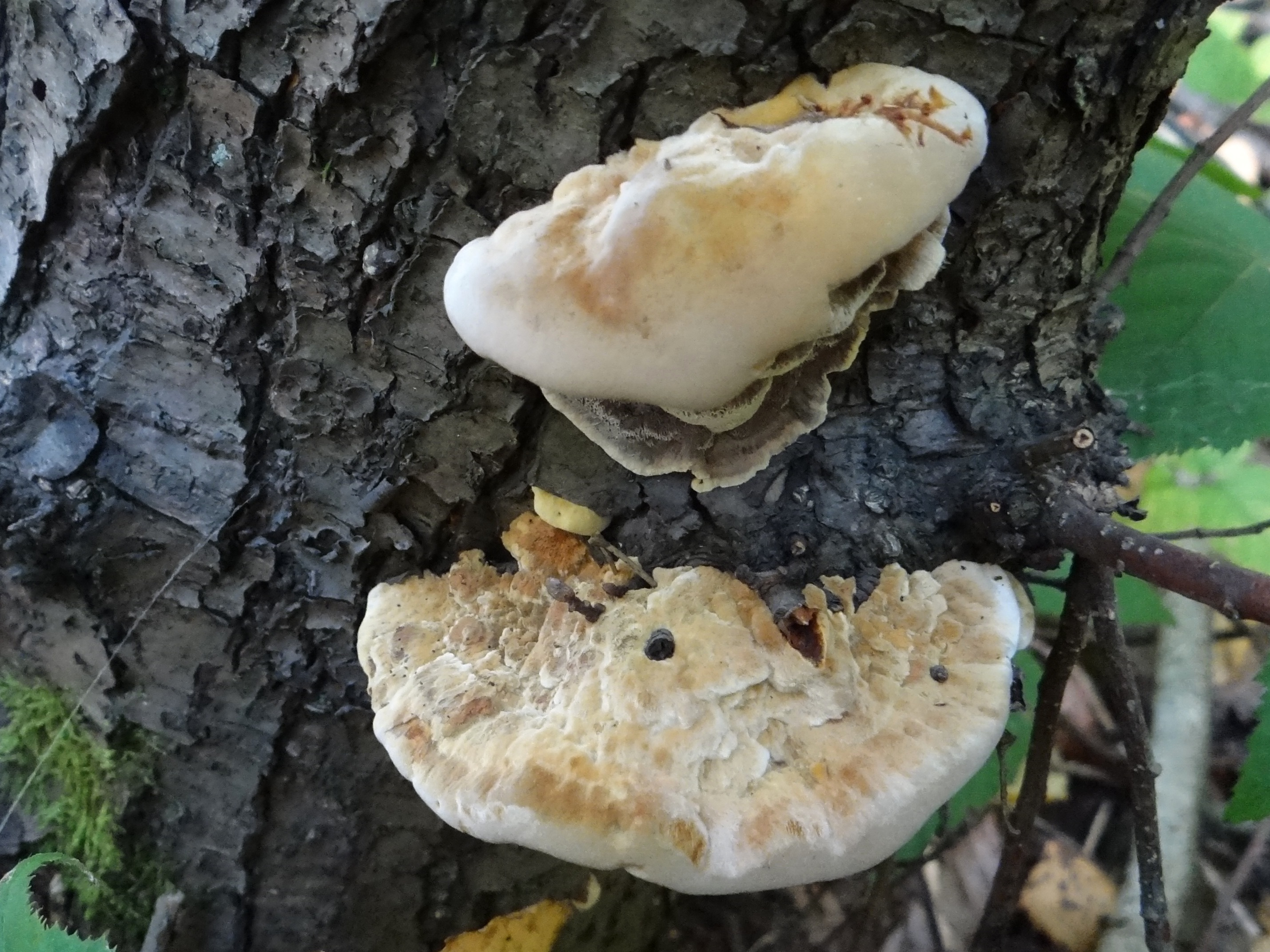
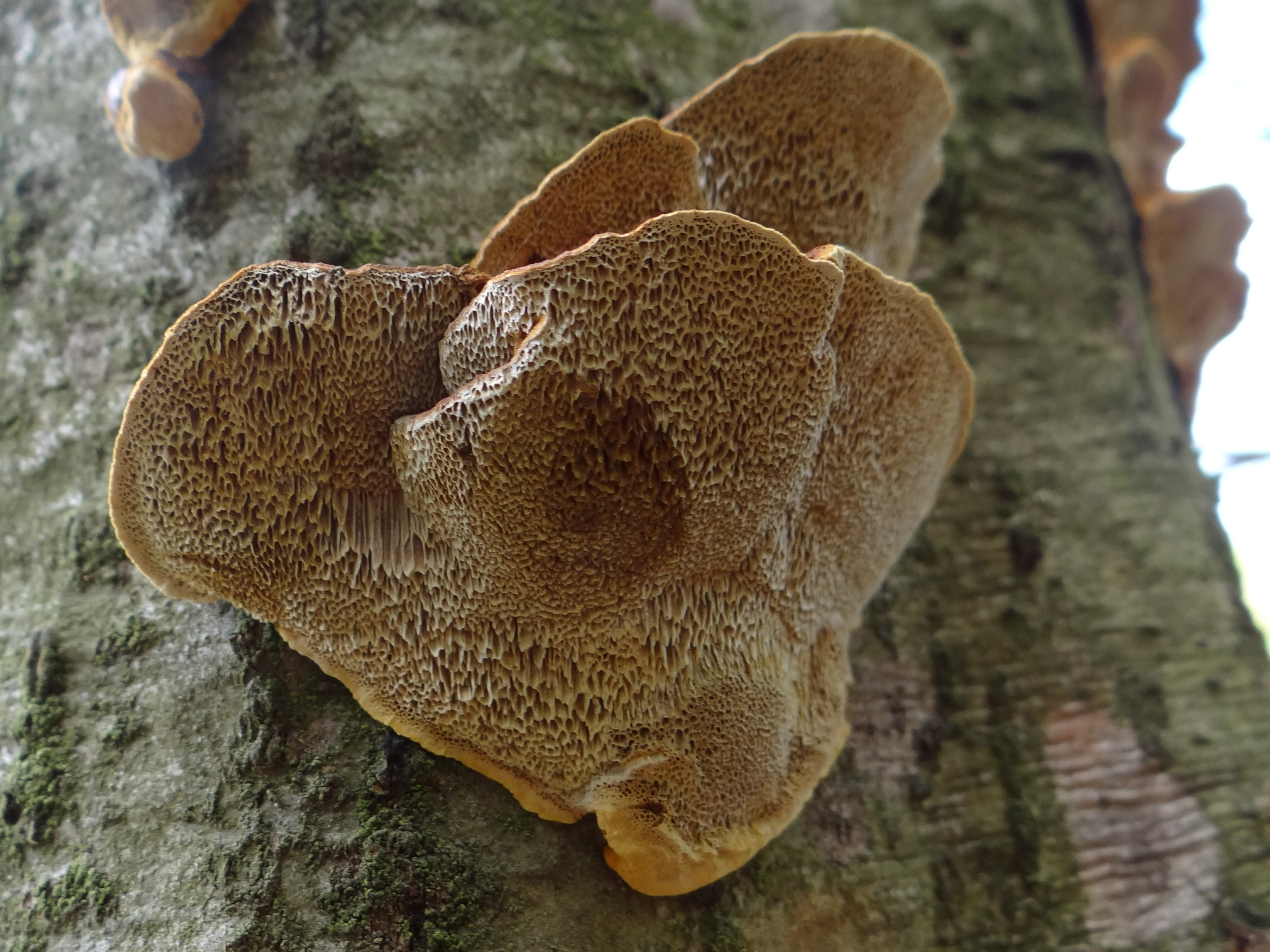